# Cicatriu hipertròfica
Una cicatriu hipertròfica és un trastorn cutani caracteritzat per dipòsits de quantitats excessives de col·lagen que creen una cicatriu elevada, però no en el grau observat amb els queloides. Igual que els queloides, es formen més sovint als llocs de grans, pírcings corporals, ferides obertes i cremades. Sovint contenen nervis i vasos sanguinis. Les cicatrius hipertròfiques generalment es desenvolupen després d'una lesió tèrmica o traumàtica que afecta les capes profundes de la dermis i expressen alts nivells de TGF-β.